# Fritillaria messanensis
Fritillaria messanensis es una especie de plantas de la familia de las liliáceas. 

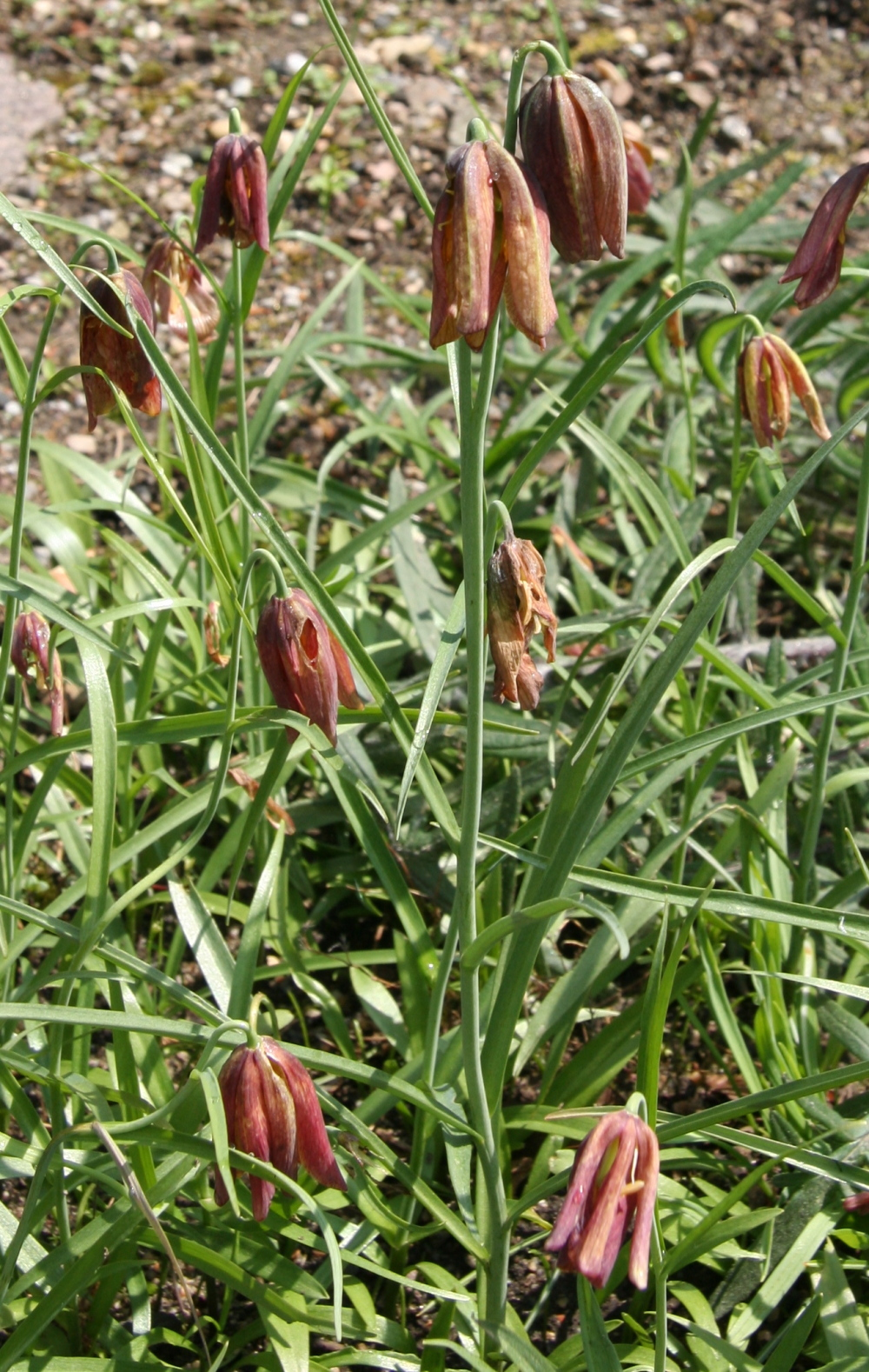
Vista de la planta

## Descripción
Originaria de Grecia, esta especie insólita pero fácil de cultivar llega a 30 cm de alto. A principios de primavera da flores acampanadas marrones y verde claro.

## Taxonomía
Fritillaria messanensis fue descrita por Constantine Samuel Rafinesque y publicado en Hooker's Icones Plantarum 39(1/2): 239. 1980
Etimología
Fritillaria: nombre genérico que deriva del término latino para un cubilete (fritillus),   y, probablemente, se refiere al patrón a cuadros de las flores de muchas especies.
messanensis: epíteto
Variedades y sinonimia
subsp. gracilis (Ebel) Rix, Bot. J. Linn. Soc. 76: 356 (1978). De la Península Balcánica hasta el oeste de Grecia.
- Lilium gracile Ebel, Zwölf Tage Montenegro: 8 (1842).
- Fritillaria montana var. gracilis (Ebel) Griseb., Spic. Fl. Rumel. 2: 517 (1846).
- Lilium chalcedonicum subsp. gracile (Ebel) K.Richt., Pl. Eur. 1: 212 (1890).
- Fritillaria gracilis (Ebel) Asch. & Graebn., Syn. Mitteleur. Fl. 3: 192 (1905).
- Fritillaria lusitanica var. neglecta (Parl.) Baker, J. Linn. Soc., Bot. 14: 261 (1875).
- Fritillaria lusitanica subsp. neglecta (Parl.) K.Richt., Pl. Eur. 1: 213 (1890).

subsp. messanensis. Sur de Italia y Grecia y norte de Sicilia.
subsp. neglecta (Parl.) Nyman, Consp. Fl. Eur.: 721 (1882). De los montes costeros de Croacia.
- Fritillaria neglecta Parl., Fl. Ital. 2: 415 (1857).

subsp. sphaciotica (Gand.) Kamari & Phitos, Willdenowia 36: 225 (2006). De Creta.
- Fritillaria sphaciotica Gand., Bull. Soc. Bot. France 62: 156 (1915 publ. 1916).[3]